# Theta Pavonis
Theta Pavonis (43 Pavonis) é uma estrela na direção da constelação de Pavo. Possui uma ascensão reta de 18h 48m 37.96s e uma declinação de −65° 04′ 39.0″. Sua magnitude aparente é igual a 5.71. Considerando sua distância de 226 anos-luz em relação à Terra, sua magnitude absoluta é igual a 0.54. Pertence à classe espectral A9V.